# Jurgen Vandeurzen
Pour les articles homonymes, voir Vandeurzen.
Jurgen Vandeurzen, né à Genk le 26 janvier 1974, est un joueur de football belge qui évoluait comme milieu de terrain. À l'exception d'une saison et demie à Stoke City, il réalise toute sa carrière en Belgique. Il prend sa retraite sportive en 2009.

## Carrière
Jurgen Vandeurzen fait ses débuts sous le maillot du KRC Genk le 24 novembre 1991. Jeune joueur issu du centre de formation du club, il est le plus souvent remplaçant mais dispute néanmoins une trentaine de rencontres durant ses deux premières saisons dans le noyau professionnel. À partir de la saison 1993-1994, il devient un joueur titulaire en milieu de terrain. Malheureusement pour lui et pour son équipe, Genk termine en dernière position et est relégué en Division 2.
Vandeurzen reste fidèle à son club après la relégation. Après une saison, il perd sa place dans l'équipe de base de Genk et, une fois la remontée en première division acquise en 1996, il doit quitter le club. Il s'engage alors avec Overpelt Fabriek, une autre équipe de deuxième division. Après une saison catastrophique, le club est relégué en Division 3 et le joueur rejoint alors le R.T.F.C.L., où il a la lourde tâche de succéder à Benoît Thans, parti au KVC Westerlo. Ses débuts sont hésitants et il devient la bête noire du public liégeois. À la suite de plusieurs blessures et suspensions, il est replacé comme arrière-gauche après quelques semaines. Il trouve rapidement ses marques à ce nouveau poste et termine la saison dans la peau d'un titulaire, réconcilié avec les fans du club. Néanmoins, il quitte Liège en fin de saison et s'engage avec le KFC Turnhout.
Jurgen Vandeurzen dispute trois saisons pleines à Turnhout, jouant plus de cent rencontres de championnat. Son club se qualifie à chaque fois pour le tour final pour la montée en Division 1 mais sans parvenir à s'ouvrir les portes de l'élite nationale. Durant l'été 2001, il décide de tenter sa chance à l'étranger et rejoint Stoke City, un club anglais évoluant alors en « Division Two », la troisième division anglaise. D'abord à l'essai, il convainc rapidement les décideurs du club anglais de le transférer à titre définitif et signe un contrat pour deux saisons. Il prend une part importante dans l'accession du club à la « Division One » en fin de saison, disputant 45 rencontres et inscrivant quatre buts. La saison suivante est plus difficile pour lui face à une concurrence accrue. En janvier 2003, il est libéré par son club et revient en Belgique, où il s'engage pour six mois avec le KFC Dessel Sport, en deuxième division.
En fin de saison, il signe un contrat au Patro Maasmechelen, un autre club de Division 2. Il est directement intégré à l'équipe de base et ne rate qu'une seule rencontre durant l'année. Il poursuit au club mais, à cause de ses difficultés financières, il décide de partir en janvier 2005 et rejoint Beringen Heusden-Zolder, toujours en D2, et qui ambitionne de remonter en première division. Malheureusement, le club connaît également des problèmes d'ordre financier la saison suivante et, un an après son passage de Maasmechelen à Heusden, Jurgen Vandeurzen effectue le chemin inverse et retrouve son ancien club, rebaptisé Patro Eisden Maasmechelen et relégué en Promotion. Il reste deux ans et demie dans la ville frontalière, sans parvenir à remonter en troisième division. En septembre 2008, il rejoint le KS Kermt-Hasselt. Il remporte le tour final pour l'accession à la Division 3 puis décide de mettre un terme à sa carrière de joueur.

## Statistiques
| Saison                | Club                      | Championnat           | Championnat | Championnat | Coupe nationale | Coupe nationale | Coupe de la Ligue | Coupe de la Ligue | Total | Total |
| Saison                | Club                      | Division              | M.          | B.          | M.              | B.              | M.                | B.                | M.    | B.    |
| 1991-1992             | KRC Genk                  | Division 1            | 13          | 2           | 0               | 0               | 0                 | 0                 | 13    | 2     |
| 1992-1993             | KRC Genk                  | Division 1            | 15          | 0           | 1               | 0               | 0                 | 0                 | 16    | 0     |
| 1993-1994             | KRC Genk                  | Division 1            | 25          | 0           | 1               | 0               | 0                 | 0                 | 26    | 0     |
| 1994-1995             | KRC Genk                  | Division 2            | 20          | 1           | 0               | 0               | 0                 | 0                 | 20    | 1     |
| 1995-1996             | KRC Genk                  | Division 2            | 27          | 0           | 1               | 0               | 0                 | 0                 | 28    | 0     |
| Sous-total            | Sous-total                | Sous-total            | 100         | 3           | 3               | 0               | 0                 | 0                 | 103   | 3     |
| 1996-1997             | K. Overpelt Fabriek VV    | Division 2            | 33          | 9           | 1               | 1               | 0                 | 0                 | 34    | 10    |
| Sous-total            | Sous-total                | Sous-total            | 33          | 9           | 1               | 1               | 0                 | 0                 | 34    | 10    |
| 1997-1998             | R.T.F.C.L.                | Division 2            | 29          | 6           | 1               | 0               | 1                 | 0                 | 31    | 6     |
| Sous-total            | Sous-total                | Sous-total            | 29          | 6           | 1               | 0               | 1                 | 0                 | 31    | 6     |
| 1998-1999             | KFC Turnhout              | Division 2            | 35          | 2           | 1               | 0               | 0                 | 0                 | 36    | 2     |
| 1999-2000             | KFC Turnhout              | Division 2            | 39          | 3           | 2               | 0               | 0                 | 0                 | 41    | 3     |
| 2000-2001             | KFC Turnhout              | Division 2            | 39          | 3           | 3               | 0               | 0                 | 0                 | 42    | 3     |
| Sous-total            | Sous-total                | Sous-total            | 113         | 8           | 6               | 0               | 0                 | 0                 | 119   | 8     |
| 2001-2002             | Stoke City FC             | Division Two          | 40          | 4           | 4               | 0               | 1                 | 0                 | 45    | 4     |
| 2002-2003             | Stoke City FC             | Division One          | 12          | 1           | 0               | 0               | 0                 | 0                 | 12    | 1     |
| Sous-total            | Sous-total                | Sous-total            | 52          | 5           | 4               | 0               | 1                 | 0                 | 57    | 5     |
| 2002-2003             | KFC Dessel Sport          | Division 2            | 10          | 0           | 0               | 0               | 0                 | 0                 | 10    | 0     |
| Sous-total            | Sous-total                | Sous-total            | 10          | 0           | 0               | 0               | 0                 | 0                 | 10    | 0     |
| 2003-2004             | Patro Maasmechelen        | Division 2            | 32          | 4           | 1               | 0               | 0                 | 0                 | 33    | 4     |
| 2004-2005             | Patro Maasmechelen        | Division 2            | 19          | 2           | 3               | 1               | 0                 | 0                 | 22    | 3     |
| Sous-total            | Sous-total                | Sous-total            | 51          | 6           | 4               | 1               | 0                 | 0                 | 55    | 7     |
| 2004-2005             | Beringen Heusden-Zolder   | Division 2            | 12          | 2           | 0               | 0               | 0                 | 0                 | 12    | 2     |
| 2005-2006             | Beringen Heusden-Zolder   | Division 2            | 16          | 0           | 1               | 0               | 0                 | 0                 | 17    | 0     |
| Sous-total            | Sous-total                | Sous-total            | 28          | 2           | 1               | 0               | 0                 | 0                 | 29    | 2     |
| 2005-2006             | Patro Eisden Maasmechelen | Promotion             | 13          | 2           | 0               | 0               | 0                 | 0                 | 13    | 2     |
| 2006-2007             | Patro Eisden Maasmechelen | Promotion             | 27          | 3           | 3               | 1               | 0                 | 0                 | 30    | 4     |
| 2007-2008             | Patro Eisden Maasmechelen | Promotion             | 28          | 4           | 4               | 0               | 0                 | 0                 | 32    | 4     |
| Sous-total            | Sous-total                | Sous-total            | 68          | 9           | 7               | 1               | 0                 | 0                 | 75    | 10    |
| 2008-2009             | KS Kermt-Hasselt          | Promotion             | 21          | 0           | 4               | 3               | 0                 | 0                 | 25    | 3     |
| Sous-total            | Sous-total                | Sous-total            | 21          | 0           | 4               | 3               | 0                 | 0                 | 25    | 3     |
| Total sur la carrière | Total sur la carrière     | Total sur la carrière | 505         | 48          | 31              | 6               | 2                 | 0                 | 538   | 54    |